# Sig Koscik
Sig Koscik (eigentlich Sigmund Peter Koscik; * 11. März 1946) ist ein ehemaliger australischer Speerwerfer.
1970 wurde er Vierter bei den British Commonwealth Games in Edinburgh. Bei den Pacific Conference Games gewann er 1969 Bronze und 1973 Silber.
Fünfmal wurde er Australischer Meister (1969, 1970, 1972, 1973, 1975). Seine persönliche Bestleistung von 80,42 m stellte er am 1. November 1971 in Melbourne auf.
Sig Koszik ist mit Margaret Parker verheiratet, die 1966 Commonwealth-Meisterin im Speerwurf wurde.